# Жизнь и времена судьи Роя Бина
«Жизнь и времена судьи Роя Бина» (англ. The Life and Times of Judge Roy Bean) — американский комедийный вестерн режиссёра Джона Хьюстона по книге К. Л. Зоннихсена. Премьера картины состоялась 1 декабря 1972 года в Италии. Слоган фильма: «Даже если эта история — вымысел, ей следовало бы произойти на самом деле» (англ. If this story ain't true... it shoulda been).

## Сюжет
Конец XIX века. Приехав в посёлок Винигарун на беззаконном западе Техаса, грабитель Рой Бин, за поимку которого назначена награда, входит в местный салун и начинает похваляться тем, как ограбил банк. Там его избивают, полуживого привязывают к лошади и отпускают в прерию умирать. Спасённый юной индианкой, Бин возвращается и убивает всех посетителей салуна, грозя повесить любого преступника, кто посмеет заявиться в эти края.
Объявив себя олицетворением закона и порядка, самоназначенный судья Бин переименовал город в Лэнгтри в честь своей любимой актрисы Лили Лэнгтри. Городишко процветает за счёт самосуда, который Бин устраивает над многочисленными в этих местах преступниками. Его домочадцами становятся спасшая его девушка Мария-Елена и брошенный «Гризли» Адамсом медведь, пристрастившийся к алкоголю. Пропев Марии-Елене песню про жёлтую розу Техаса, Бин предлагает ей свою руку и сердце.
После смерти Марии-Елены судье под давлением его помощников (чьи супруги до вмешательства Бина занимались проституцией) приходится покинуть город. В 1920-е годы престарелый Бин снова возвращается в Лэнгтри, где мэр Гасс (бывший адвокат) преследует его дочь и пытается выжить её из дома, чтобы поставить на его месте очередную нефтяную вышку. В этих обстоятельствах Бину снова приходится вершить правосудие собственными методами.

## В ролях
- Пол Ньюман — судья Рой Бин
- Рой Дженсон — преступник
- Гэри Комбс — преступник
- Фред Брукфилд — преступник
- Бенни Э. Доббинс — преступник
- Ричард Фансуорт — преступник
- Лерой Джонсон — преступник
- Фред Кроун — преступник
- Терри Леонард — преступник
- Дин Смит — преступник
- Марго Эппер — проститутка
- Джинни Эппер — проститутка
- Стефани Эппер — проститутка
- Виктория Принсипал — Мария-Елена
- Барбара Дж. Лонго — толстуха
- Энтони Перкинс — преподобный ЛаСалль
- Фрэнк Сото — главарь мексиканцев
- Нед Битти — Тектор Крайтс (англ. Tector Crites)
- Джим Бёрк — Барт Джексон
- Мэтт Кларк — Ник-Грязнуля  (англ. Nick the Grub)
- Билл МакКинни — Фермель Парли (англ. Fermel Parlee)
- Стив Кэнэли — Джим-Любимец шлюх (англ. Whorehouse Lucky Jim)
- Франческа Джарвис — миссис Джексон
- Карен Карр — жена Ника-Грязнули (англ. Mrs. Grub)
- Ли Меза — миссис Парли
- Долорес Кларк — жена Джима-Любимца шлюх  (англ. Mrs. Whorehouse Jim)
- Таб Хантер — Сэм Додд
- Нил Саммерс — Руфус Крайл с реки Снейк (англ. Snake River Rufus Krile)
- Джек Колвин — сутенёр
- Джон Хьюстон — Джеймс «Гризли» Адамс
- медведь Бруно — сторожевой медведь
- Говард Мортон — фотограф
- Стейси Кич — Боб-Плохиш
- Билли Пирсон — начальник станции
- Родди Макдауэлл — Фрэнк Гасс
- Стэн Барретт — киллер
- Дин Каспер — портье
- Дон Старр — управляющий оперного театра
- Альфред Г. Боснос — служащий оперного театра
- Энтони Зерб — жулик
- Джон Хадкинс — мужчину у служебного входа в театр
- Дэвид Шарп — врач
- Жаклин Биссет — Роуз Бин
- Ава Гарднер — Лили Лэнгтри
- Майкл Сарразин — муж Роуз

## Съёмочная группа
- Режиссёр-постановщик: Джон Хьюстон
- Сценарист: Джон Милиус
- Продюсер: Джон Форман
- Композитор: Морис Жарр
- Оператор: Ричард Мур
- Монтажёр: Хью С. Фаулер
- Художник-постановщик: Тамби Ларсен
- Художник по костюмам: Эдит Хэд
- Гримёры: Уильям Таттл, Монти Уэстмор
- Звукорежиссёры: Ларри Джост, Кит Стэффорд
- Постановка трюков: М. Джеймс Арнетт, Стэн Барретт (нет в титрах)
- Дирижёр: Морис Жарр

## Анализ
Фильм принадлежит к обойме антивестернов Нового Голливуда («Маккейб и миссис Миллер»), которые обращались к традиционной для жанра тематике (в данном случае приход закона и цивилизации на Дикий Запад) и ставили под сомнение базовые для него ценности.
Как и в случае с фильмом «Ветер и лев», сценарист Джон Милиус на материале легенд о техасском судье Рое Бине планировал ленту о негодяе, который объявляет себя законодателем для всей округи. В сценарии Бин обрисован как барон-разбойник, который «построил нечто и был раздавлен тем, что он построил».
В интерпретации Хьюстона фильм превратился в очередной комментарий по поводу коррумпированности капиталистической Америки при Никсоне, каких было много после Уотергейта.

## Признание
- 1973 — Премия «Оскар»: номинация на лучшую песню к фильму — Marmalade, Molasses & Honey, музыка: Морис Жарр, слова: Мэрилин Бергман и Алан Бергман[4]
- 1973 — «Золотой глобус»:[5]
  - номинация на лучшую песню — Marmalade, Molasses & Honey, музыка: Морис Жарр, слова: Мэрилин Бергман и Алан Бергман
  - номинация на лучший дебют актрисы — Виктория Принсипал

### Рецензии
- Review by Roger Ebert
- Review by Fernando F. Croce
- TCM Diary: Old Men, New Westerns
- Review by Vincent Canby
- Review by Matt